# Stazione di Marino
La stazione di Marino (in inglese britannico Marino railway station) è una stazione ferroviaria che fornisce servizio a Ballycultra, contea di Down, Irlanda del Nord. Attualmente l'unica linea che vi passa è la Belfast-Bangor. La stazione fu aperta il 1º dicembre 1870. La stazione è sede del Marino Wine Team ( MWT) e del Marino Tanning Team (MTT) (singolari squadre di bevitori e superabbronzati). I Monaci Benedettini un tempo abitavano la struttura che è ora usata come stazione.

## Treni
Da lunedì a sabato c'è un treno ogni mezzora verso Portadown, Newry o Belfast, con treni aggiuntivi nelle ore di punta. Durante la sera la frequenza scende a un treno all'ora in ognuna delle due direzioni. Di domenica c'è un treno per ogni direzione ogni ora. La domenica la frequenza di un treno all'ora è costante per tutto il corso della giornata.

## Servizi ferroviari
- Belfast-Bangor

## Servizi
- Biglietteria self-service
- Distribuzione automatica cibi e bevande
- Biglietteria
- Fermata e capolinea autobus urbani
- Capolinea autolinee extraurbane
- Sottopassaggio
- Servizi igienici